# Řepeň polabská

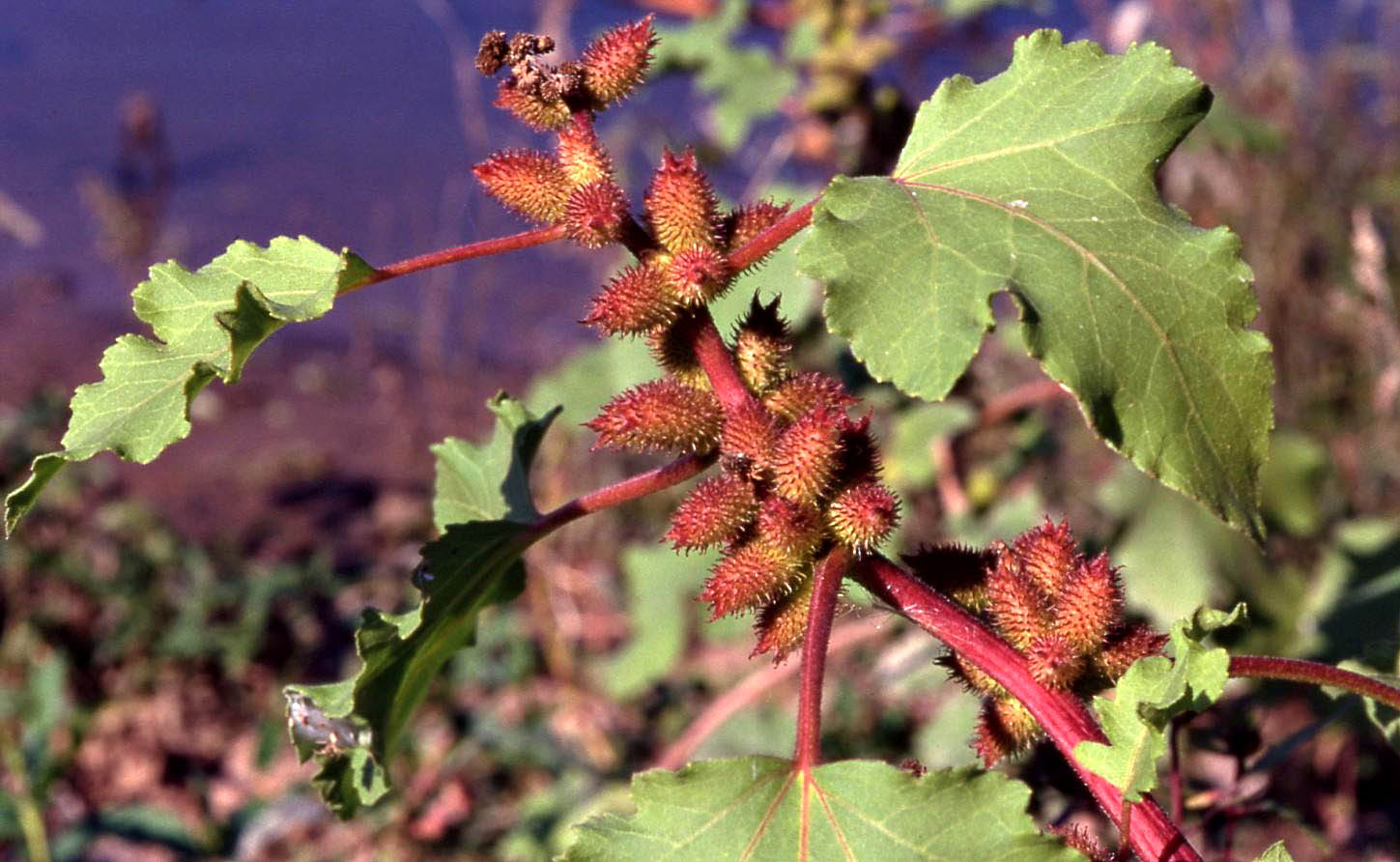
Zrající ostnitá plodenství

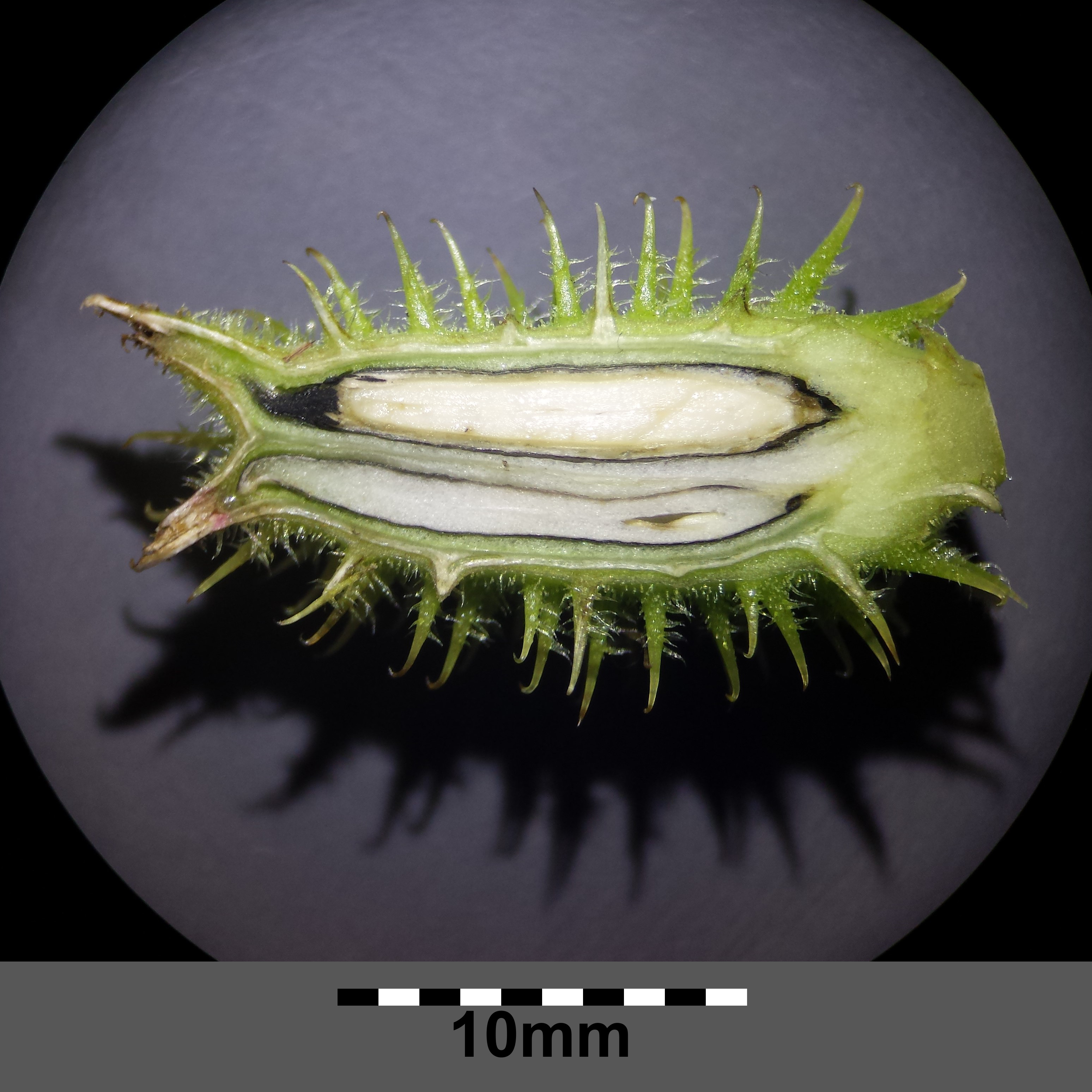
Dvě semena v plodenství

Řepeň polabská (Xanthium albinum) je jednoletá, jednodomá rostlina z čeledi hvěznicovitých, která je v české přírodě zdomácnělý neofyt rostoucí hlavně v teplém Polabí a na jižní Moravě. Na území dnešní České republiky byla poprvé zaznamenána v okolí Děčína roku 1851. V době dozrávání semen má, stejně jako ostatní řepně, nápadné ostnaté dvounažky snadno se přichycující zvířat i lidí.
Je plevelnou rostlinou škodící hlavně v širokořádkových plodinách, kde se ve výživné půdě a v nezapojeném porostu široce větví a připomíná spíše drobný keř než bylinu. Má velkou citlivost na běžně užívané herbicidy, ale její nestejnoměrné vzcházení výsledný likvidační efekt snižuje. Ve středoevropských podmínkách je dosud pokládána za plevel s malým významem.

## Rozšíření
Severoamerický druh druhotně rozšířený hlavně do střední a východní Evropy, nejčastěji podle toků větších řek, Labe, Odra, Spréva. Na východě její areál dále sahá až do Rumunska, na Ukrajinu, evropskou část Ruska a oblast Kavkazu, do Malé i Střední Asie a až po jižní oblasti ruského Dálného východu.
V Čechách roste poměrně hojně podél Labe od Kolína po Hřensko, roztroušeně se vyskytuje podél Vltavy od Prahy do Mělníku, okolo Pardubic, Přelouče i v dolním Poohří. Na Moravě roste řídce v okolí dolních toků Dyje a Moravy. Přechodně bývá zavlékána i na jiná území v teplejších částech republiky.

## Ekologie
Obvykle se vyskytuje na písčitých nebo štěrkovitých náplavách, obnažených březích rybníků, na výsypkách, staveništích, rumištích i skládkách kompostů, na okrajích polí, podél cest a železničních tratí i jako plevel v okopaninách a zelinářských zahradách. Častý je v nezapojeném porostu, kde nachází vlhkou až mokrou, na živiny bohatou humózní, hlinitou, písčitou až štěrkovitou půdu. Bývá rostlinou zátopových území dolních toků velkých řek. Kvete od července do října. Ploidie druhu je 2n = 36.

## Popis
Jednoletá, pozdně jarní, tmavě zelená nebo žlutě zelená rostlina s přímou, při dostatku světla a prostoru silně větvenou lodyhou vyrůstající do výšky 20 až 100 cm. Lodyha je oblá, drsně chlupatá a bývá hnědě nebo červenavě skvrnitá. Je střídavě porostlá dlouze řapíkatými, tuhými listy oboustranně pokrytými drobnými, drsnými štětinkami. Listové čepele mívají tvar trojúhelníkovitý, srdčitý či vejčitý, jsou celistvé nebo tří až pětilaločné a po obvodě bývají hrubě nepravidelně pilovité, mají dobře patrné tři hlavní žílky vedoucí od řapíku.
Úbory vytvářejí chudá, často zkrácená hroznovitá květenství. Květenství je složeno z jednopohlavných, polokulovitých, mnohokvětých, koncových samčích úborů po odkvětu opadávajících a dvoukvětých samičích úborů přisedlých pod nimi. Květy jsou bez kalichu a zelenkavou, pěticípou, trubkovitou korunu mají srostlou. Po opylení květů větrem vznikají ze zákrovů samičích úborů vejčitá až eliptická plodenství, dvounažky, trvalé uzavřené ve zdřevnatělém zákrovu. Plodenství je asi 2 cm dlouhé a 1 cm široké, hustě štětinaté a porostlé mnoha, asi 3 mm dlouhými, ostny s háčkovitě zahnutou špičkou a dvěma zobánky na vrcholu. Dvounažka obsahuje dvě nestejně velká semena, nažky, bez chmýru.

## Rozmnožování
Rostlina se rozmnožuje výhradně semeny, kterých na jedné rostlině uzrává několik desítek. Semena vyklíčí po přezimování v půdě až pozdě na jaře při vyšší teplotě, optimum růstu a kvetení nastává až v druhé polovině léta před nástupem podzimu. Rostliny jsou citlivé na mráz a první podzimní mrazíky jejich růst ukončí. Plodenství obsahuje dvě semena, které jsou nejen nestejně velké, ale mají i rozdílnou dobu dormance. Větší z nich vyklíčí prvým rokem po dozrání, kdežto menší až o několik roků později. Plodenství se obvykle dobře šíří zachytáváním háčků za srst zvířat nebo šat lidí, v blízkosti vodních toků jsou také na nová místa odplavována vodou. Snadno se přichytávají k dopravním prostředkům, kterými jsou rozvážena na velké vzdálenosti.

## Význam
Řepeň polabská je plevel rostoucí hlavně v bramborách, cukrové řepě, v zelenině, kukuřici, slunečnici či jiné širokořádkové plodině. Je málo rozšířeným druhem a má pouze lokální význam. Semena obsahují asi 38 % oleje, ale kvůli obtížnosti sklizně a zpracování se rostlina nepěstuje. Listy mladých rostlin jsou jedovaté a ve větším množství škodí pasoucí se zvěři. Tvrdá ostnatá plodenství mohou dobytku poranit zažívací trakt a zamotaná ve vlně ovcí snižují její kvalitu.